# Goran Bjelica
Goran Bjelica (en serbe : Горан Бјелица) est un joueur serbe de volley-ball né le 5 septembre 1985. Il joue réceptionneur-attaquant.
Son frère est volleyeur Novica Bjelica.

## Palmarès

### Clubs
Championnat de Serbie et Monténégro
- 2005